# Giacinto Auriti
Giacinto Auriti (Guardiagrele, 10 ottobre 1923 – Roma, 11 agosto 2006) è stato un giurista e saggista italiano, noto per avere elaborato una personale teoria sulla moneta (da lui denominata teoria del valore indotto della moneta). Le sue tesi vengono oggi usate per sostenere gli argomenti propri delle teorie del complotto sul signoraggio.

## Biografia
Laureatosi in Giurisprudenza a Roma, nella Capitale insegnò Diritto della navigazione, Diritto internazionale, Diritto privato comparato e Teoria generale del diritto. Nel 1977, mentre era Presidente del Centro studi politici e costituzionali, diede alle stampe il pamphlet Principi ed orientamenti per una moneta europea, in cui descrisse le linee guida per l'adesione ad una moneta unica europea. Nel 1993 è tra i docenti fondatori della Facoltà di Giurisprudenza dell'Università degli Studi di Teramo, della quale facoltà è stato anche preside. È autore di alcuni testi di diritto della navigazione.
Nel 2004 si candidò alle elezioni del Parlamento europeo con la lista Alternativa Sociale di Alessandra Mussolini nella circoscrizione Sud: ottenne 873 voti e pertanto non fu eletto. Auriti si definiva "apartitico".
Il comune di Guardiagrele gli ha intitolato, in centro, il Largo Botteghe Oscure.

## Teoria economica
Nell'ultimo periodo della sua vita, pur senza aver mai compiuto studi di teoria economica ma partendo dagli argomenti trattati dal poeta statunitense Ezra Pound, fonda la scuola di Teramo nel campo del diritto monetario, sviluppando una teoria economica che intende la moneta come unità di misura del valore e come tale accettata convenzionalmente da chi la usa come mezzo di scambio, divenendo così uno "strumento" dello scambio di beni (teoria del valore indotto della moneta).
Nel suo carattere convenzionale risiederebbe il diritto di chi ne accetta la convenzione, ossia il popolo, di esigerne la proprietà (proprietà popolare della moneta). In questo senso, le banche centrali che sono delle società per azioni private, secondo Auriti ricaverebbero profitti indebiti dal signoraggio sull'emissione di cartamoneta, assumendo una importante responsabilità nell'origine del debito pubblico. Tale teoria trarrebbe ancora più forza dall'abolizione del rapporto diretto fra moneta (convertibile in oro) e riserva aurea, già stabilita dagli accordi di Bretton Woods, avvenuta su iniziativa di Richard Nixon il 15 agosto 1971, che avrebbe trasformato l'attività dell'emissione della moneta in un puro esercizio tipografico, sottolineando ancor di più il carattere convenzionale del valore monetario creato dall'accettazione del popolo di tale convenzione.
Auriti esponeva questo aspetto della sua teoria con una suggestiva metafora: «Immaginate che Antonio Fazio, governatore della Banca d'Italia, sia in volo sul Pacifico. L'aereo precipita e lui si lancia con il paracadute atterrando su un'isola abitata solo da indigeni. Fazio porta con sé una valigetta con 100 milioni di lire. Va dagli indigeni, chiede da mangiare, un alloggio e propone di pagare con le banconote che ha al seguito. Gli indigeni lo guardano e si mettono a ridere. Ovviamente essi non riconoscono il valore convenzionale di quei pezzi di carta. Perciò dove sta il loro valore? Nel popolo che l'accetta!». Le teorie di Giacinto Auriti non hanno mai trovato accoglimento in ambito economico, né alcun suo articolo è mai stato pubblicato su riviste scientifiche di rilievo e ricadono tra quelle catalogabili come teorie del complotto. In particolare le teorie di Auriti vengono usate per sostenere le tesi relative alle teorie del complotto sul signoraggio diffuse attraverso Internet, in particolar modo all'interno di siti che si occupano di sovranità popolare della moneta.
Nel 1998 ha collaborato con Beppe Grillo alla realizzazione dello spettacolo Apocalisse morbida.

### Il SAUS e la Banca d'Italia
Negli anni Novanta Giacinto Auriti conduce una serie di iniziative come segretario generale del "Sindacato Antiusura" ("SAUS") e come legale rappresentante dell'associazione culturale "Alternativa sociale per la proprietà di popolo". Tra queste chiede al Tribunale di Roma di dichiarare "la moneta, all'atto della emissione, di proprietà dei cittadini italiani ed illegittimo l'attuale sistema dell'emissione monetaria, che trasforma la Banca Centrale da ente gestore ad ente proprietario dei valori monetari".
La Banca d'Italia, opponendosi alla richiesta di Auriti, scrive: "La visione della moneta e delle funzioni monetarie che l'attore intende accreditare è palesemente distorta e completamente infondata" ... "l'accettazione da parte della collettività, lungi dall'essere causa del valore della moneta, ne rappresenta in realtà solo l'effetto, sicché il sillogismo deve essere rovesciato: non è vero che la moneta vale in quanto è accettata, ma semmai, come la storia e la cronaca stanno a dimostrare, che essa è accettata solo in quanto abbia un valore. Di qui la necessità che tale valore, rispondendo ad un fondamentale interesse pubblico, sia difeso e garantito dalle Pubbliche Autorità, funzione nei moderni stati affidata alle banche centrali."
Il batter moneta, continua la Banca d'Italia è espressione della sovranità statale, e quindi "il valore della moneta trae il proprio fondamento solo ed unicamente da norme dell'ordinamento statale, che, per solito, disciplinano minutamente la creazione e la circolazione della moneta, ne sanciscono l'efficacia liberatoria, ne sanzionano la mancata accettazione in pagamento e tutelano la fede pubblica contro la sua falsificazione ed alterazione." A proposito della questione della proprietà della moneta, sollevata da Auriti nell'ambito dello stesso procedimento, la Banca d'Italia sostiene: "La domanda attorea è poi, anche nel merito, destituita del benché minimo fondamento." perché si basa sulla "premessa, completamente errata" che manchi "nel nostro ordinamento una norma di legge che indichi il proprietario della moneta all'atto dell'emissione". L'appropriazione della moneta da parte della Banca d'Italia, continua il ragionamento della Banca, secondo Auriti "si baserebbe su una consuetudine interpretativa contra legem."
Ma, fa notare la Banca, "i biglietti appena prodotti dall'officina fabbricazione biglietti della Banca d'Italia costituiscono una semplice merce di proprietà della Banca centrale, che ne cura direttamente la stampa e ne assume le relative spese (art. 4, comma 5, del T.U n. 204/1910)." Acquistano la funzione e il valore di moneta solo quando la Banca d'Italia li immette nel mercato e ne trasferisce la proprietà ai percettori. L'immissione dei biglietti avviene con operazioni che la Banca in autonomia conclude "con il Tesoro, con il sistema bancario, con l'estero e con i mercati monetari e finanziari, operazioni tutte previste e compiutamente disciplinate dalla legge e dallo statuto della Banca d'Italia (artt. 25 - 42 del T.U. n. 204/1910 e artt. 41 - 53 dello Statuto)".
Quindi definisce "abnorme e campata in aria" la teoria di Auriti per la quale "esisterebbe una consuetudine interpretativa contra legem, in base alla quale la Banca centrale all'atto dell'emissione mutua allo Stato italiano ed alla Collettività Nazionale, tutto il denaro che pone in circolazione". La moneta è immessa nel mercato in base ad operazioni previste e disciplinate dalla legge, con le quali la Banca d'Italia cede la proprietà dei biglietti. Questi come circolante vengono registrati nel passivo nella contabilità della Banca che acquista in contropartita o riceve in pegno beni o valori mobiliari (titoli, valute, ecc.) che finiscono nell'attivo. Inoltre la Gazzetta Ufficiale, come prescrive la legge, riporta mensilmente tali operazioni.
Aggiunge la Banca che considerato che essa stessa si assume le spese di fabbricazione dei biglietti e l'imposta di bollo, mentre gli utili annuali, effettuati i prelevamenti e le distribuzioni di cui parla l'art. 54 dello Statuto vengono devoluti allo Stato ai sensi dell'art. 23 del T.U. n. 204/1910, si evidenzia "l'assoluta inconsistenza ed insensatezza delle tesi" di Auriti, secondo il quale "l'erogazione della moneta sarebbe effettuata dalla Banca d'Italia addebitandone allo Stato ed alla collettività l'intero ammontare senza corrispettivo". Pertanto, conclude la Banca, "non è dato riscontrare alcunché di arbitrario o di illegittimo nelle prerogative esercitate in campo monetario dalla Banca centrale, perché, contrariamente a quanto preteso dall'attore, l'intera materia è compiutamente disciplinata dal legislatore, in modo tale che nessun aspetto attinente all'attribuzione o all'esercizio della funzione di emissione può dirsi regolamentato da consuetudini interpretative e, meno che mai, da consuetudini contra legem."
La richiesta non venne accolta. In seguito due progetti di legge, il n. 1282 dell'11 gennaio 1995, presentato dal senatore Luigi Natali e sottoscritto da altri 17 Senatori della Repubblica facenti parte di 5 diversi partiti, che andavano da Rifondazione Comunista ad Alleanza Nazionale e il n. 1889 dell'11 febbraio 1997 del senatore Antonino Monteleone di AN, ripropongono le tesi di Auriti, anche se in Senato non verranno mai discussi.

### L'esperimento del SIMEC
Auriti nel 2000, con l'aiuto dell'allora sindaco Mario Palmerio (l'Ulivo), condusse un esperimento nella sua cittadina natale Guardiagrele emettendo il SIMEC, con lo scopo di provare le sue teorie sulla creazione di valore della moneta da parte della cittadinanza. L'esperimento si sviluppò in due fasi: l'avviamento servì per immettere il SIMEC negli usi della comunità quel valore indotto che lo oggettivizza come un bene reale, oggetto di proprietà del portatore diventando così una moneta parallela, la seconda consistette nella creazione di un Assessorato per il Reddito di Cittadinanza per promuovere l'iniziativa che ebbe un discreto successo, perché i SIMEC erano ceduti alla pari in cambio di lire assumendo nell'immediato il doppio del valore originario. Auriti affermò in un'intervista che i costi relativi alla creazione del circuito economico furono sostenuti da lui stesso. In seguito ad un intervento della Guardia di Finanza su disposizione della Procura di Chieti, i SIMEC in circolazione vennero però sequestrati, ai sensi dell'articolo 321 del Codice Penale; nonostante il successivo dissequestro, l'esperimento fu interrotto.
Il Sindacato antiusura nel 2001 promuove un disegno di legge di iniziativa popolare ("Accettazione dell'EURO: reddito di cittadinanza proprietà del portatore"), che però non raccoglie le firme necessarie.
In una interrogazione alla Camera dei deputati nel dicembre 2005, il deputato Antonio Serena, dopo aver sostenuto al Senato l'attività di Auriti, chiedeva l'intervento del governo in materia di abolizione del signoraggio bancario. Il 30 maggio 2011 le teorie di Auriti sul signoraggio vengono ribadite in un'interpellanza parlamentare da Antonio Di Pietro, che chiede interventi nelle sedi competenti europee.

## Opere
- Comproprietà navale e società fra caratisti, Milano, Giuffré, 1952.
- Sulla Teoria delle società commerciali, Roma, Sallustiana, 1953.
- Applicazione di una teoria dell'utilità ad una teoria del diritto e delle persone giuridiche, Roma, Failli, 1954.
- La polizza di carico, Padova, CEDAM, 1957.
- Il diritto di proprietà nello Stato socialista, Roma, Ed. Internazionali Sociali, 1962.
- La nave in costruzione. Contributo ad una teoria dei beni, Padova, CEDAM, 1965.
- Contributo allo studio del contratto di noleggio, Milano, Giuffré, 1970; 1971.
- Appunti di diritto della navigazione, Roma, Tip. Tecnolitograf, 1970?; Chieti, Solfanelli, 1983. ISBN 88-7497-003-X.
- La proprietà di popolo, Chieti, Centro studi politici e costituzionali, 1976; Palermo, Edizioni Thule, 1977.
- Principi ed orientamenti per una moneta europea, Chieti, Solfanelli, 1977.
- Considerazioni sul regime giuridico del trasporto multimodale, Chieti, Solfanelli, 1979.
- L'ordinamento internazionale del sistema monetario. Principi ed orientamenti per una riforma del sistema monetario, Chieti, Solfanelli, 1981; 1985. ISBN 88-7497-166-4; 1987.
- Il valore del diritto. Appunti di teoria generale del diritto, Chieti, Solfanelli, 1988.
- Il paese dell'utopia. La risposta alle cinque domande di Ezra Pound, Chieti, Tabula Fati, 2002. ISBN 88-87220-36-0.